# العوراء بنت سبيع الذبيانية
العوراء بنت سبيع الذبيانية شاعرة عربية من قبيلة بنو ذبيان.

## سيرتها
عاشت العوراء بنت سبيع الذبيانية خلال عصر ما قبل الإسلام، وكانت أديبة وشاعرة فصيحة اللسان اشتهرت بشعر الحماسة، وقد رثت أخاها عبد الله بعد موته بأبيات شعرية قالت فيها:

أبْـكِــي لــــــعبد الله إِذْ ... حشت قبيل الصُّبْح ناره
طيان طاوى الكشـح لَا ... يرخــى لمـظـلمـة إزَاره

يَعْصِي الْبَخِيل إِذا أَرَادَ ... الْمـجـد مخلوعــا عذاره